# Montzen
Montzen (Nederlands: Montsen) is een Belgisch dorpje in de gemeente Plombières. In het dorp wordt Platdiets gesproken, een Limburgs grensdialect. Het dorpje ligt ongeveer 15 kilometer van de Nederlandse grens (gemeente Vaals) en kent tal van monumenten.

## Geschiedenis
Tot de opheffing van het hertogdom Limburg was Montzen de hoofdplaats van een van de vijf Limburgse hoogbanken. Net als de rest van het hertogdom werd Montzen bij de annexatie van de Zuidelijke Nederlanden door de Franse Republiek in 1795 opgenomen in het toen gevormde departement Ourthe.
Bij de onafhankelijkheid van België inventariseerde geograaf Philippe Vandermaelen in dit dorp een kerk, een gemeentehuis, een kasteel, wat protoindustrie en een lagere school. Er waren 1070 inwoners, waaronder een notaris en een arts. De inventaris omvat verder details over de natuurlijke omgeving (o.a. enkele wolven worden vermeld), bodems, landbouwproductie en veestapel. Ook het wegennetwerk van toen is beschreven. De omschrijving door Vandermaelen geeft een interessante inkijk in het dagelijkse leven rond 1830. 

## Demografische ontwikkeling
- Bronnen:NIS, Opm:1831 tot en met 1970=volkstellingen; 1976 = inwoneraantal op 31 december

## Taal
Naast het in het onderwijs en door de plaatselijke overheid gebruikte Frans, spreekt de plaatselijke bevolking het regionale dialect Platdiets, een Limburgs dialect.

## Bezienswaardigheden
- Sint-Stefanuskerk, van Joseph Moretti uit 1780
- Kasteel Streversdorp of Kasteel de Graaf, dat grotendeels uit de 13de eeuw dateert; de kasteeltoren is wat ouder en dateert uit de 12de eeuw; in het kasteel een rijk versierde jachtzaal uit de 15de eeuw; bij dit waterkasteel bevindt zich overigens een kapel (18de eeuw) met toren uit de 12de eeuw en hoofdgebouw uit de 15de eeuw
- Kasteel Broeck, waarvan de zuidoostvleugel het oudste deel van het kasteel is
- Fontein van Montzen

In het dorp staat ook een gemeentehuis van de gemeente Plombières. Verder is er het station Montzen aan de goederenspoorlijn van de Antwerpse haven naar Aken, de Montzenroute. Rond dit station is de wijk Montzen-Gare ontstaan.

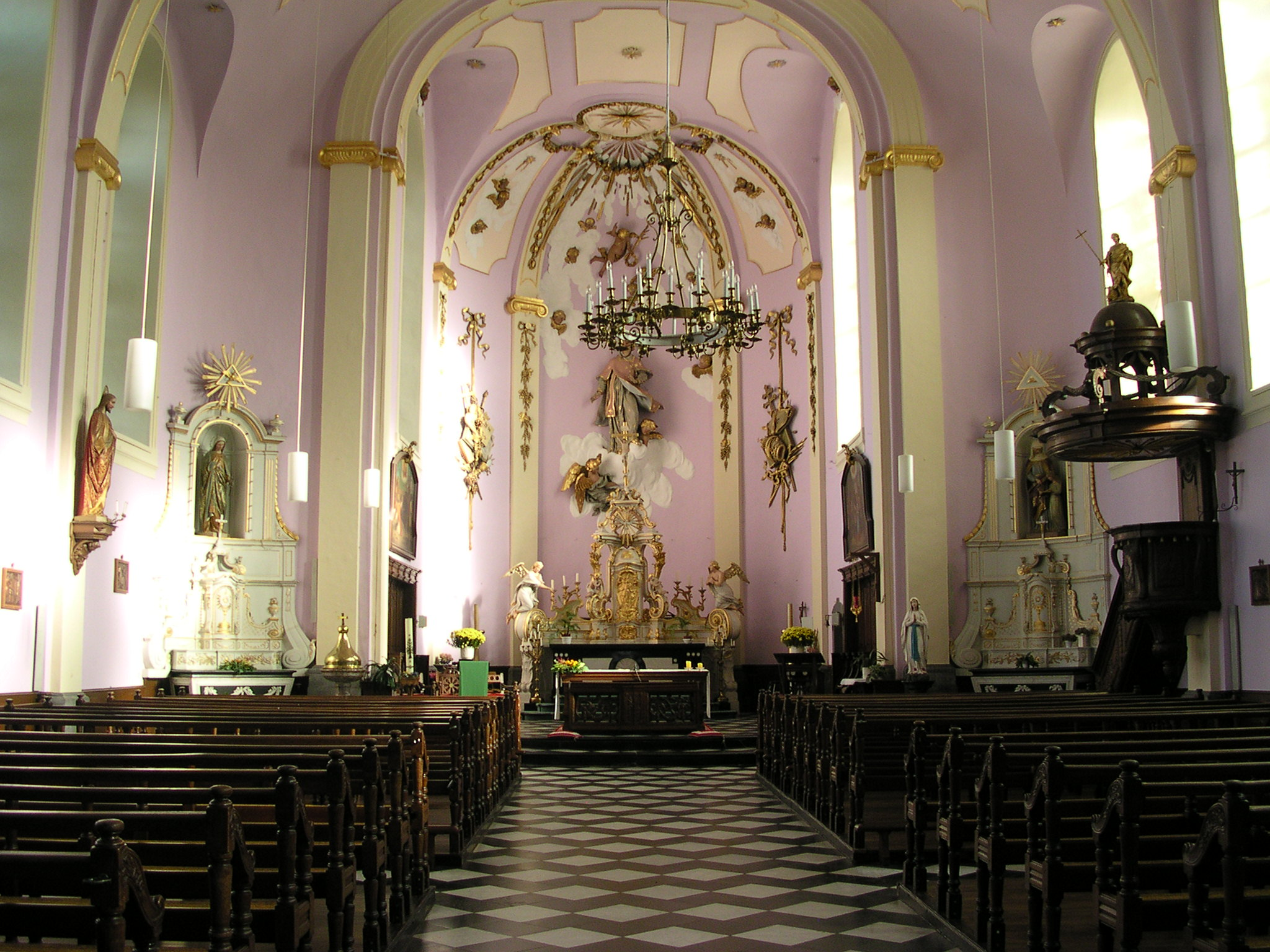
Interieur van de Sint-Stevenskerk
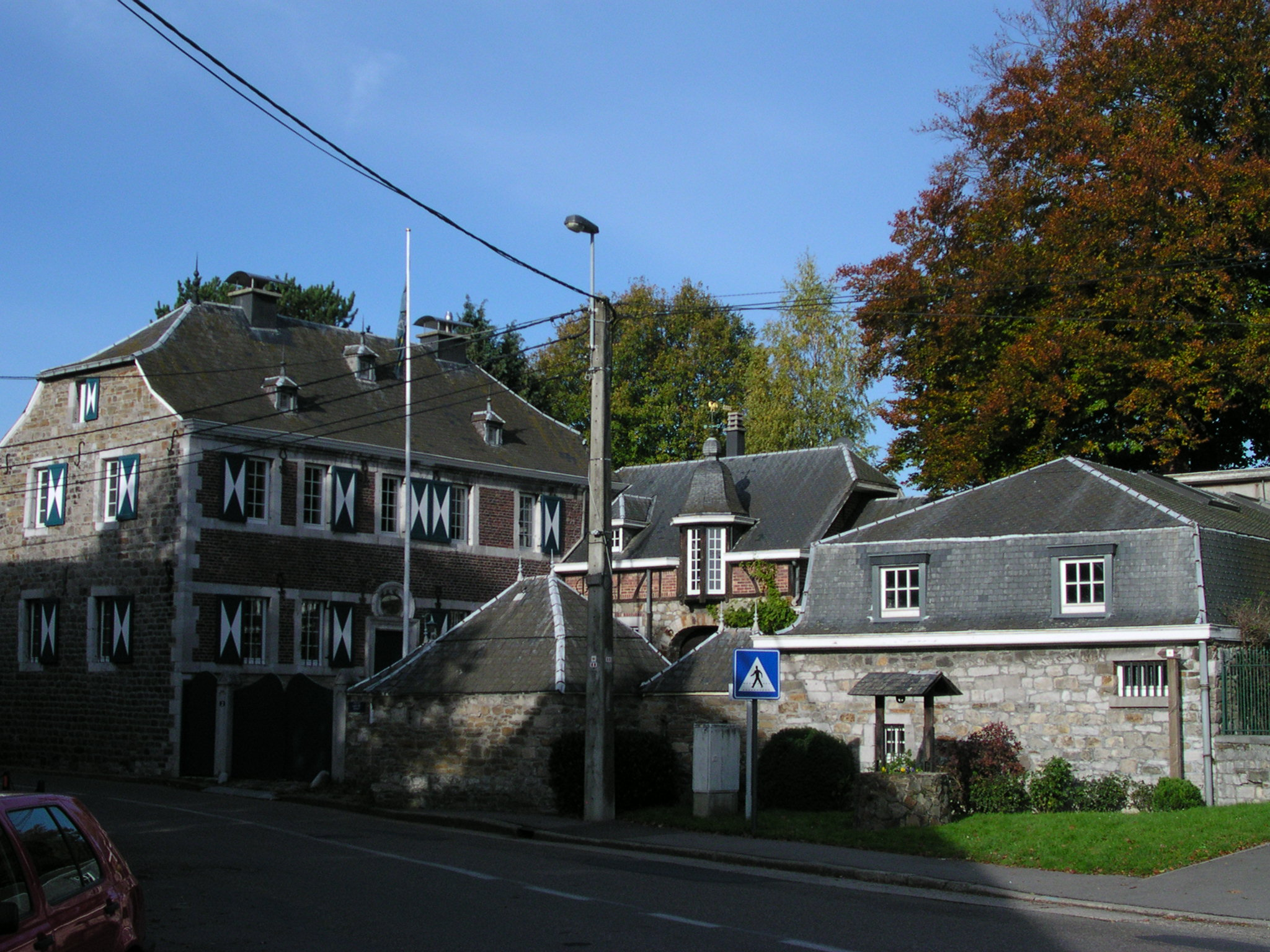
Euregionaal ontmoetingscentrum ART-Pütz
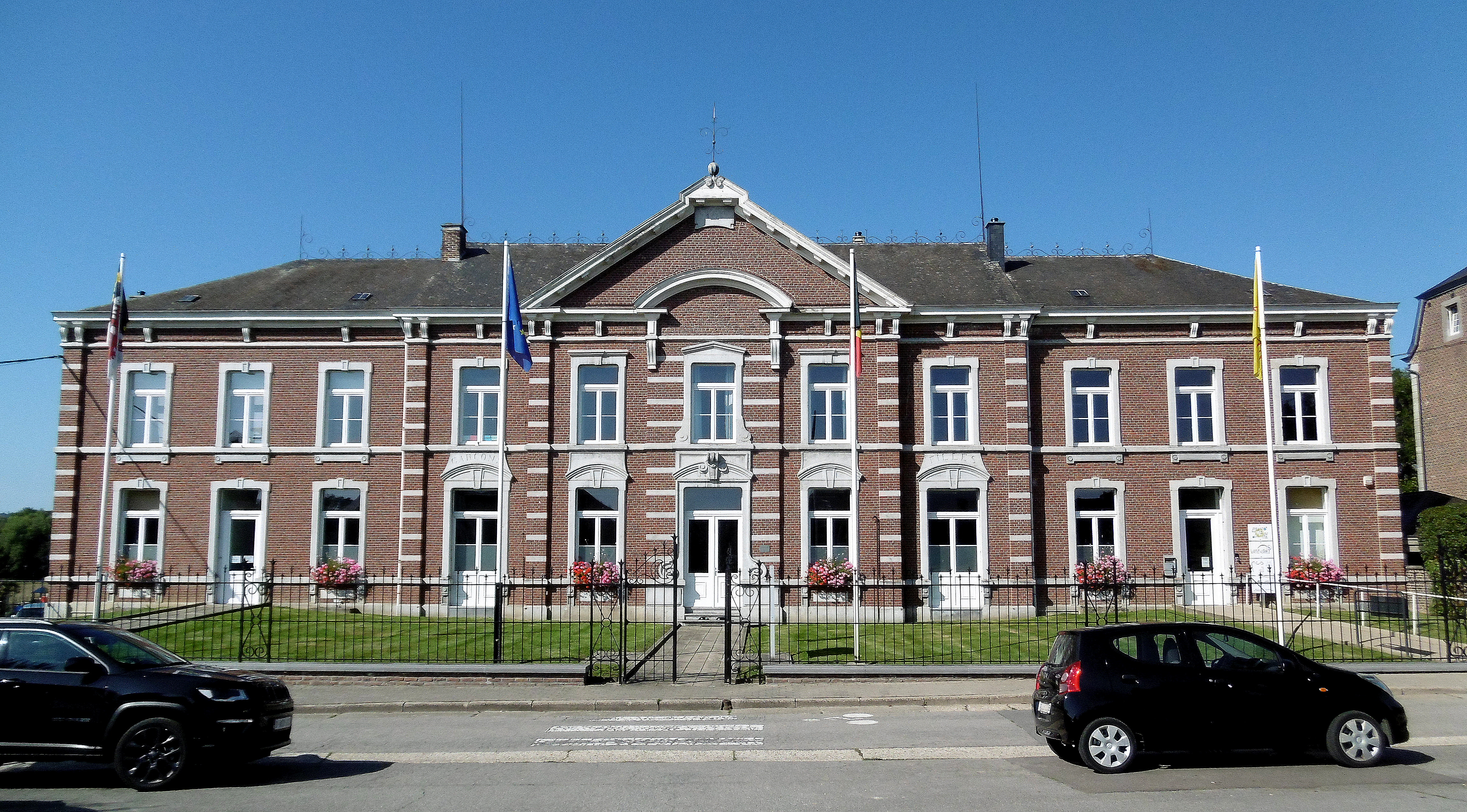
Bibliotheek
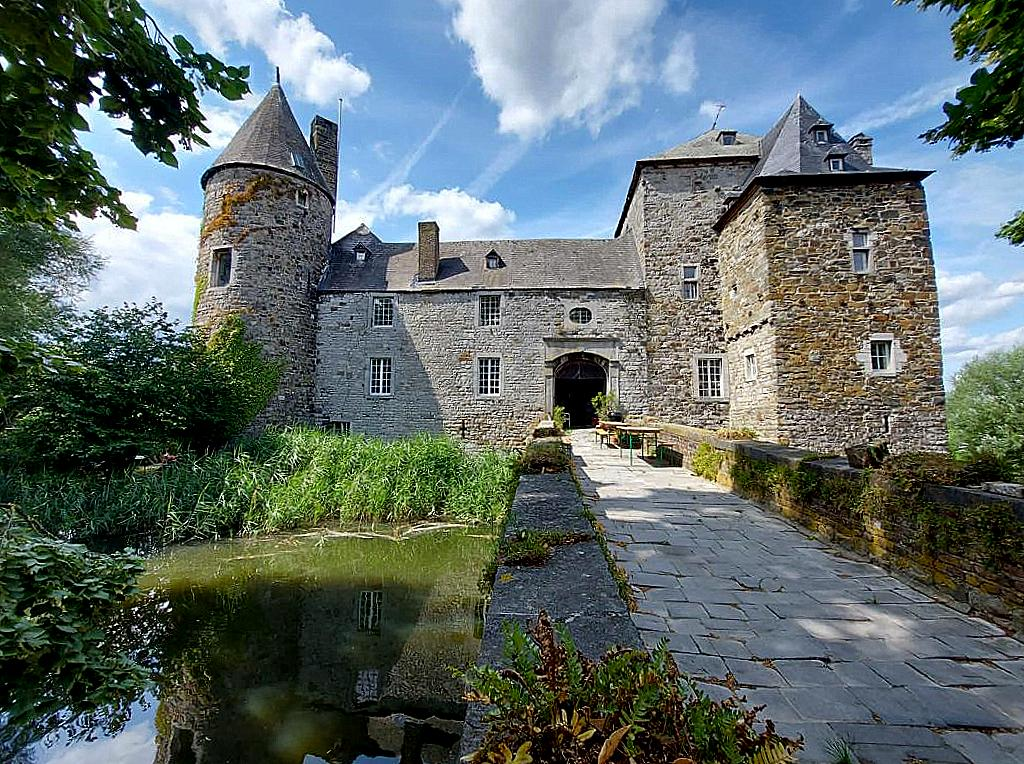
Kasteel Streversdorp
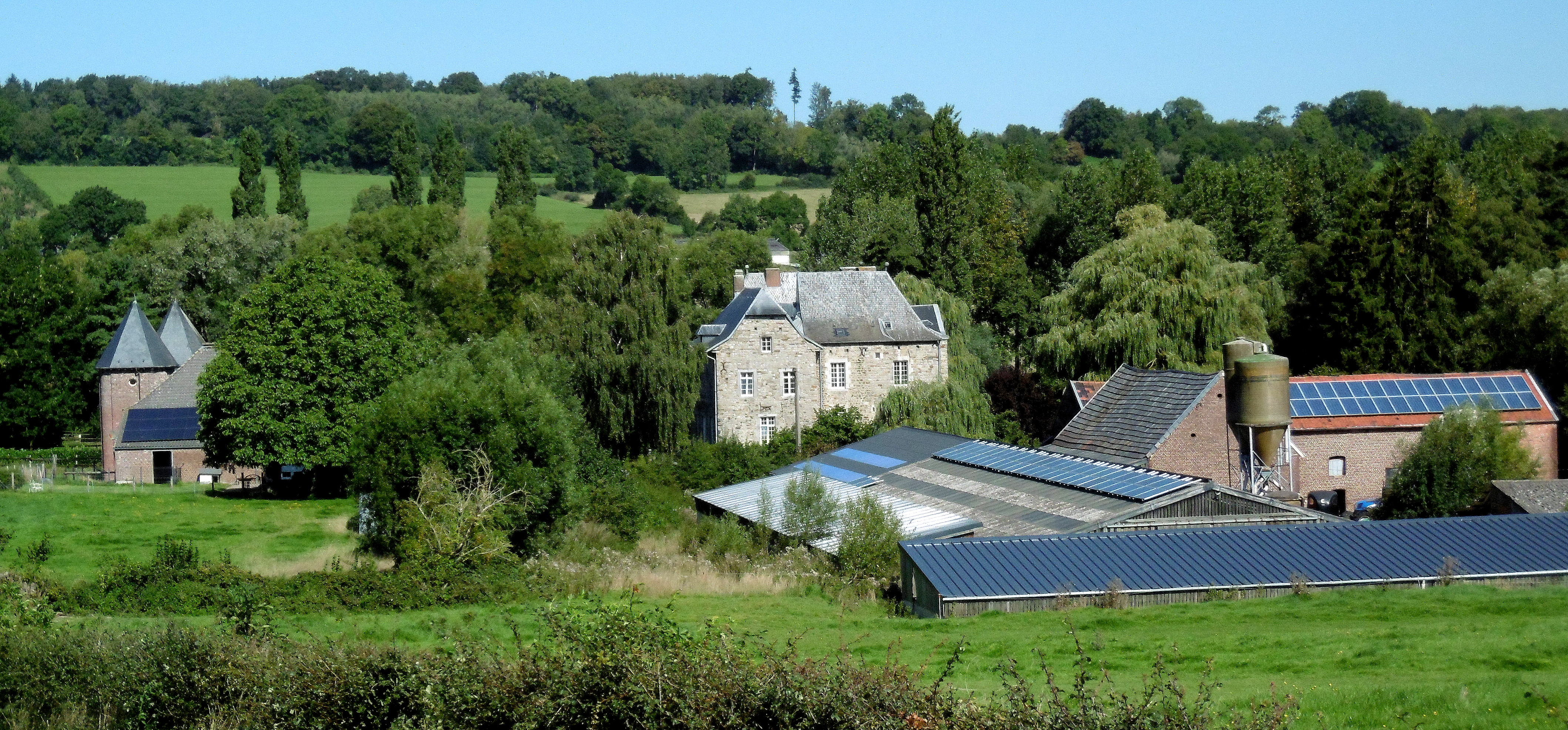
Kasteel Broeck
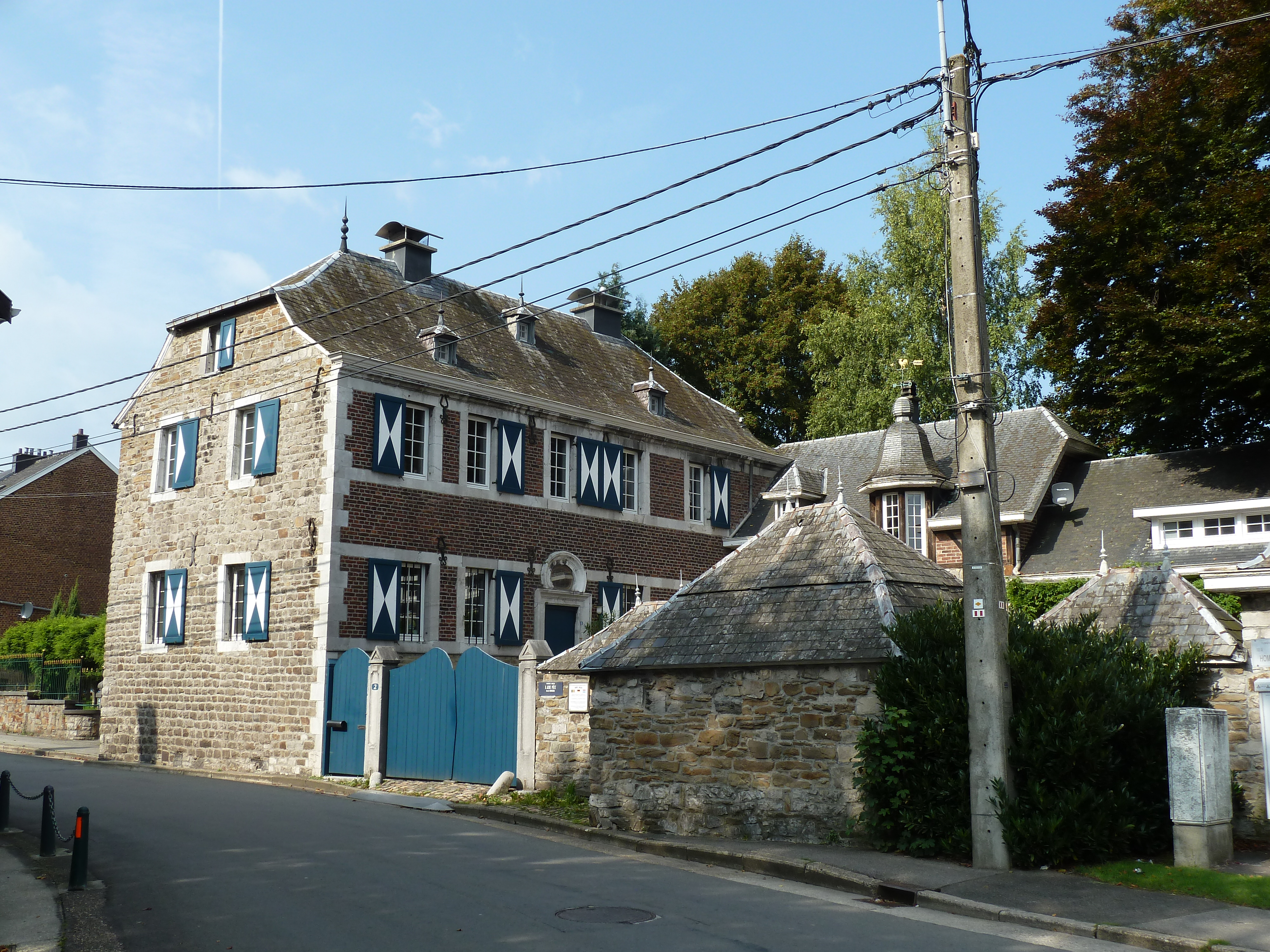
Sculpturenmuseum in historisch pand

## Natuur en landschap
Montzen ligt in het Land van Herve, op een hoogte van ongeveer 210 meter. Het ligt in een laagte waardoor enkele beekjes, zoals de Broekerbach, in de richting van de nabijgelegen Geul stromen.

## Nabijgelegen kernen
Montzen-Gare, Moresnet, Hombourg, Henri-Chapelle, Lontzen